# Stephan Schütz
Stephan Schütz (* 1966 in Duisburg) ist ein deutscher Architekt.

## Studium und Beruf
Stephan Schütz studierte Architektur an der TU Braunschweig. Nach dem Diplom 1994 begann er die Arbeit im Architekturbüro von Gerkan, Marg und Partner (gmp), 2004 wurde er Assoziierter Partner und 2006 Partner. In dieser Position leitet er die Standorte des Büros in Peking und Shenzhen sowie gemeinsam mit Hubert Nienhoff die Berliner Niederlassung. Neben den Gründungspartnern leitet er seit 2021 mit Nikolaus Goetze, Hubert Nienhoff und Wu Wei das Unternehmen.
2013 wurde Schütz Mitglied im Bund Deutscher Architekten BDA. Er lehrt seit 2009 an der von ihm mitinitiierten Academy for Architectural Culture (aac) in Hamburg.

## Projekte und Auszeichnungen (Auswahl)
Zu den bekanntesten Projekten unter Leitung oder Mitarbeit von Schütz gehören:
- Das Neue Tempodrom in Berlin: Unter der Projektleitung von Schütz entstand eine permanente Konstruktion für die ehemalige Zeltbühne. Hierfür wurde eine Stahlkonstruktion erbaut, deren 37 Meter hohes Dach dem Zirkuszelt des ursprünglichen Tempodroms nachempfunden war. Das Neue Tempodrom wurde 2004 mit dem Honor Award der USITT Architecture Awards ausgezeichnet.
- Das Congress Centrum Neue Weimarhalle in Weimar. Der Veranstaltungsort nach einem Entwurf von Meinhard von Gerkan und Stephan Schütz (auch Projektleitung) verbindet einen eigenständigen hölzernen Veranstaltungssaal mit dem eigentlichen Gebäude. Durch mechanisch verschiebbare Wände kann der Raum der Nutzung angepasst werden. Außerdem ist so die Beleuchtung durch Tageslicht möglich. Die Neue Weimarhalle wurde 2001 bei den USITT Architecture Awards ausgezeichnet.
- Das Basketballstadion in der südchinesischen Stadt Dongguan nach einem Entwurf von Meinhard von Gerkan und Stephan Schütz mit Stephan Rewolle. Das Stadion greift Elemente des Basketballsports auf. Der kreisrund umlaufende Ring erinnert an die Form eines Basketballkorbs. Die zwischen Dach und Boden gespannte Seilnetzfassade mit Isolierverglasung empfindet dabei das Netz des Korbs nach. Die Stahlkonstruktion des Stadiondachs hat einen Durchmesser von 157 Metern. Der Stadionbau erhielt 2014 den Preis des Deutschen Stahlbaus.

## Weitere Projekte
- CYTS Plaza, Peking[5]
- Christliche Kirche, Peking
- Shenzhen Universiade Sports Centre Stadium
- Qingdao Grand Theater
- Erweiterung und Umgestaltung Chinesisches Nationalmuseum, Peking
- Umbau Kulturpalast Dresden[6]
- Konzertsaal und Modulbauten des Gasteig-Interims in München[7]
- Umbau der Staatsbibliothek zu Berlin[8]

## Veröffentlichungen
- Das Chinesische Nationalmuseum in Peking. Hrsg. m. Meinhard von Gerkan und Ma Lidong. Jovis, Berlin 2013, ISBN 978-3-86859-320-4
- Qingdao Grand Theater in China. Hrsg. m. Meinhard von Gerkan. Jovis, Berlin 2013, ISBN 978-3-86859-321-1
- Erfolgreich Bauen – nur im Dialog. Internationale Erfahrungen mit Kulturbauten. Interview mit Stephan Schütz. In: Bühnentechnische Rundschau, Sonderband 2014, 108. Jg. ISSN 0007-3091 S. 18–21
- Tianjin Grand Theater in China. Hrsg. m. Meinhard von Gerkan. Jovis, Berlin 2016, ISBN 978-3-86859-328-0
- An Interview with Stephan Schütz, Partner of gmp. In: ArchiCreation, No. 188, 01/2016,  ISSN 1004-8537, S. 52–57. (chinesisch/englisch)
- Miteinander von Kultur und Bildung. Der neue Konzertsaal im Kulturpalast Dresden. In: Philharmonische Blätter 2/2017, ISSN 0949-6017, S. 8–11, (online; PDF, 4,1 MB)
- Kulturpalast Dresden. Hrsg. m. Meinhard von Gerkan. Jovis, Berlin 2018, ISBN 978-3-86859-484-3
- Die Vision von einem Kulturforum des Flanierens. In: Berliner Zeitung, 1. Oktober 2020, (online)
- Architecture 2015–2019 (= gmp · Architekten von Gerkan, Marg und Partner. Band 14). Hrsg. m. Detlef Jessen-Klingenberg. Hatje-Cantz, Ostfildern 2024, ISBN 978-3-7757-5489-7